# Front Nacional (Bèlgica)
Front Nacional (FN) fou un partit polític belga d'extrema dreta francòfon, fundat el 1985 per Daniel Féret. No va obtenir representació per primer cop fins a les eleccions de 1991. Daniel Huygens és el seu president.
A les eleccions legislatives belgues de 2003 va obtenir un diputat i dos senadors. A les eleccions de 2007, tot i que els sondejos li pronosticaven una intenció de vot a Valònia del 9,4%, només va treu re un escó i un senador.
El 18 d'abril de 2006 Daniel Féret fou condemnat a 240 hores de servei comunitari per incitació a l'odi i a la discriminació i segregació al web del partit i als eslògans, i inhabilitat durant 10 anys per a fer política; el webmaster també fou bloquejat durant 7 anys.
El setembre de 2007, arran de la destitució de Daniel Féret del cap del FN de Bèlgica, arran de les disputes internes del partit i dels processos judicials que involucraven Féret, Charles Pire va ser designat secretari polític de la formació. Arran dels problemes legals del seu fundador el partit es va disgregar el novembre de 2008 i els diputats valons Charles Pire i Charles Petitjean van formar la Federació dels Nacionalistes Valons, a la qual s'hi van unir gairebé tots els càrrecs electes provincials i municipals. Amb el patrocini de Marine Le Pen que, a més de la garantia política resolia els problemes vinculats a l'ús del nom i sigles del partit es va intentar reunificar el partit en 2011 sota la presidència de Charles Pire, sense la participació de la FNW presidida per l'exparlamentari liberal Charles Petitjean però amb Nation, tanmateix, la mort de Charles Pire el 2012 va deixar sense rumb el partit i el Front Nacional francès va acabar amb l'autorització per utilitzar el nom i l'acrònim.

## Resultats electorals (1985-2006)
| Any d'elecció | # Vots  | % de vot | # Escons |
| ------------- | ------- | -------- | -------- |
| 1985          | 3,738   | 0,1%     | 0        |
| 1987          | 7,596   | 0,1%     | 0        |
| 1991          | 64,992  | 1,1%     | 1        |
| 1995          | 138,496 | 2,3%     | 2        |
| 1999          | 90,401  | 1,5%     | 1        |
| 2003          | 130,012 | 1,98%    | 1        |
| 2007          | 131,385 | 1,97%    | 1        |

| Any d'elecció | # Vots  | % de vots | # Escons |
| ------------- | ------- | --------- | -------- |
| 1985          | 4,201   | 0,1%      | 0        |
| 1987          | 8,186   | 0,6%      | 0        |
| 1987          | 60,876  | 1,0%      | 0        |
| 1995          | –       | –         | –        |
| 1999          | 92,924  | 1,5%      | 0        |
| 2003          | 147,305 | 2,25%     | 1        |
| 2007          | 150,461 | 2,27%     | 1        |

| Any d'elecció | # Vots  | % de vot | # Escons |
| ------------- | ------- | -------- | -------- |
| 1994          | 175,732 | 2,9%     | 1        |
| 1999          | 94,848  | 1,52%    | 0        |
| 2004          | 181,351 | 2,79%    | 0        |